# Szent György-templom (Krakkó)

Az egykori Szent György-templom a Wawel térképén

A Szent György-templom (lengyelül: Kościół św. Jerzego na Wawelu) egy ma már nem létező középkori templom a krakkói Wawel-dombon, amelyet 1803-1804-ben a várost megszálló osztrákok semmisítettek meg.

## Története
A templom eredeti formája és építésének pontos időpontja nem ismert. Jan Długosz lengyel krónikás szerint I. Mieszko lengyel fejedelem építtette. 1243-ban Konrád fejedelem román stílusú lőrésekkel és fogazatokkal erődítményszerű épületté alakíttatta át. A helyszínen talált kőfaragások alapján úgy vélik, hogy a szentély kőből készülhetett.
Az épület a 13. században a tynieci bencések tulajdonában állt.
1346-ban Nagy Kázmérnak köszönhetően gótikus stílusban átépítették. Jan Długosz erről azt jegyezte fel, hogy a fatemplom helyén kőből emeltek új épületet. Ebből a megjegyzésből arra lehet következtetni, hogy a román stílusú kőtemplom már korábban elpusztulhatott. Az új építmény pińczówi mészkőből készült, presbitériuma négyszögletes volt, falait külső támasztékokkal erősítették meg, az épület déli részénél pedig sekrestyével bővítették. A hely 1365-ben káptalani rangot kapott.
A Krakkót megszálló osztrákok a Wawelt katonai célokra használták, ezért a templomot 1803-1804 folyamán lebontották a szomszédos Szent Mihály-templommal együtt. A templom felszerelését árverésen értékesítették, egy része a krakkói Szent Norbert-templom tulajdona lett.
Az osztrák épületbontások következtében a Wawelben külső udvar alakult ki, ahol az egykori gótikus Szent György-templom helyét napjainkban falmaradványok rajzolják ki.

## Fordítás
- Ez a szócikk részben vagy egészben a Kościół św. Jerzego na Wawelu című lengyel Wikipédia-szócikk ezen változatának fordításán alapul.  Az eredeti cikk szerkesztőit annak laptörténete sorolja fel. Ez a jelzés csupán a megfogalmazás eredetét és a szerzői jogokat jelzi, nem szolgál a cikkben szereplő információk forrásmegjelöléseként.